# Han Friedericy
Herman Jan (Han) Friedericy (Stadskanaal, 8 juni 1900 – Londen, 23 november 1962) was een Nederlandse schrijver en ambtenaar.

## Levensloop
Friedericy, zoon van de klerk der posterijen en telegraphie Jan Friedericy en Harmanna Hillinga, groeide op in het zuiden van Noord-Brabant. Hij volgde de hbs in Eindhoven en studeerde daarna indologie aan de Rijksuniversiteit Leiden. Van 1922 tot 1938 was hij bestuursambtenaar in Nederlands-Indië. Tussen 1930 en 1933 had hij studieverlof en in 1933 promoveerde hij te Leiden op een proefschrift over Nederlands-Indië. Tijdens de Japanse bezetting van Nederlands-Indië zat Friedericy in een Japans interneringskamp waar hij kennismaakte met de bestuursambtenaar Albert Alberts die later onder de naam A. Alberts bekend zou worden als schrijver en journalist. Na de oorlog kwam Friedericy terug naar Nederland waar hij als ambtenaar bij het ministerie van Overzeese Gebiedsdelen in Den Haag werkte. Tussen 1952 en 1956 werkte hij in Washington en vanaf 1956 tot aan zijn overlijden op 62-jarige leeftijd in 1962 in Londen.
Zijn eerste roman, Bontorio, de laatste generaal, verscheen onder het pseudoniem H.J. Merlijn. Het kleine oeuvre van Friedericy staat in het teken van zijn ervaringen in Nederlands-Indië.